# Mustang (périodique)
Pour les articles homonymes, voir Mustang.
Mustang est une revue petit format de bande dessinée publiée par les Éditions Lug d'août 1966 à novembre 2003. La revue a toutefois connu trois périodes distinctes :
- n° 1 à 53 (Août 1966-Mars 1980) : petit format publiant du western. Essentiellement des rééditions. Jean Frisano réalisa plusieurs couvertures entre les n° 9 et 30 ;
- n° 54 à 70 (Juin 1980-Octobre 1981) : format plus proche de celui du magazine Strange (15 x 21 cm) en couleurs avec Mikros de Jean-Yves Mitton, Photonik de Ciro Tota, Mustang de Franco Oneta (rebaptisée plus tard Ozark), et Cosmo, de Jean-Yves Mitton, autant de créations françaises ayant la volonté d'imiter les comics américains publiés dans d'autres titres du même éditeur ;
- n° 71 à 313 (Février 1982-Novembre 2003) : retour au petit format avec des rééditions de Tex Willer et autres bandes essentiellement western.